# SN 2004fu
SN 2004fu – supernowa typu Ia odkryta 16 listopada 2004 roku w galaktyce NGC 6949. Jej maksymalna jasność wynosiła 15,87m.